# Heilig-Geist-Kirche (München-Moosach)

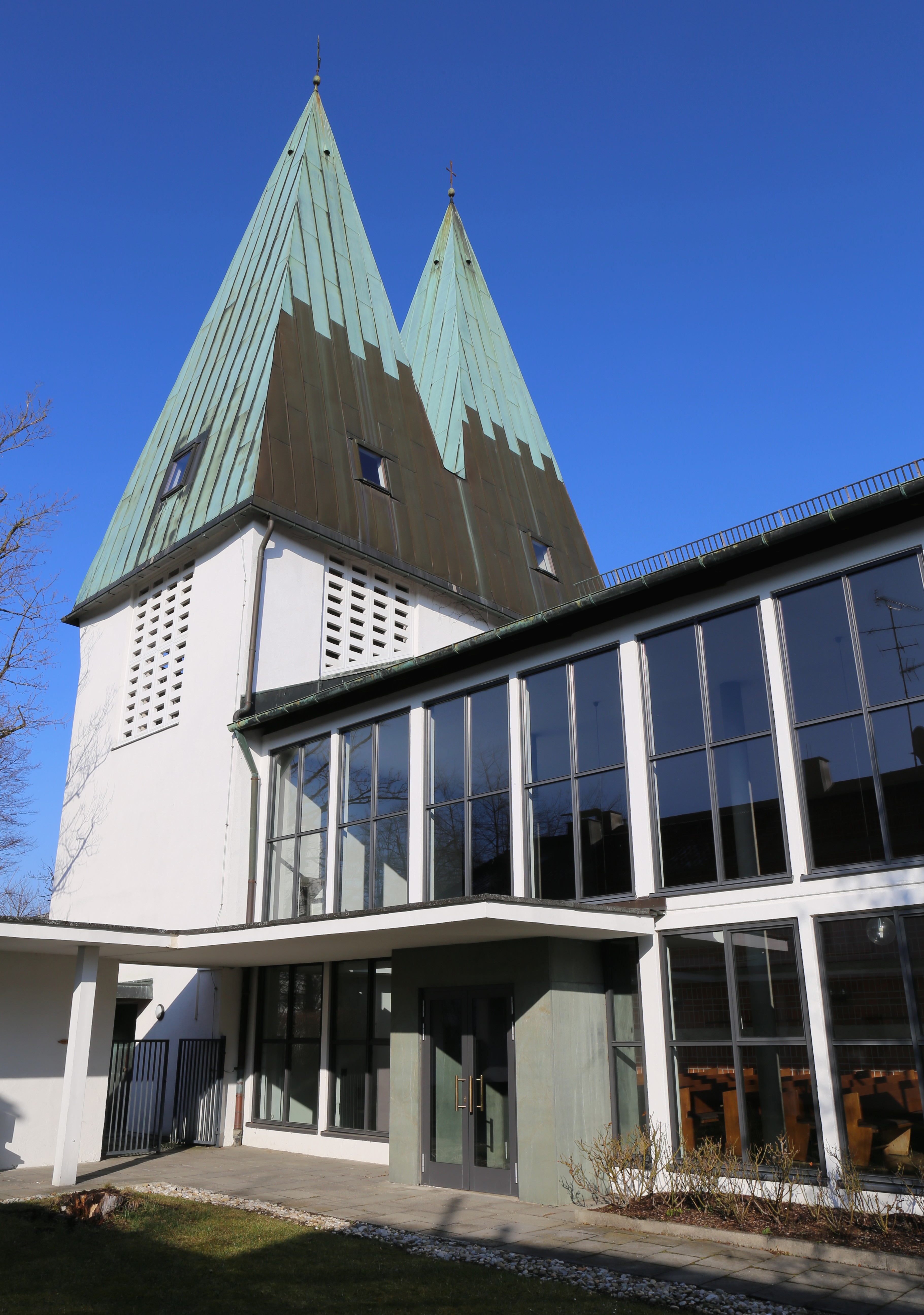
Heilig-Geist-Kirche

Die Heilig-Geist-Kirche ist eine evangelisch-lutherische Kirche, Hugo-Troendle-Straße 53  im Münchner Stadtteil Moosach.

## Beschreibung
Der Bau besitzt eine Doppelturmhaube.
Sie wurde 1958 von Christoph von Petz errichtet. Die evangelische Kirchgemeinde Heilig-Geist in Moosach gehört zu den größten in München. Sie erinnert mit ihrem Namen an den  Heiligen Geist.

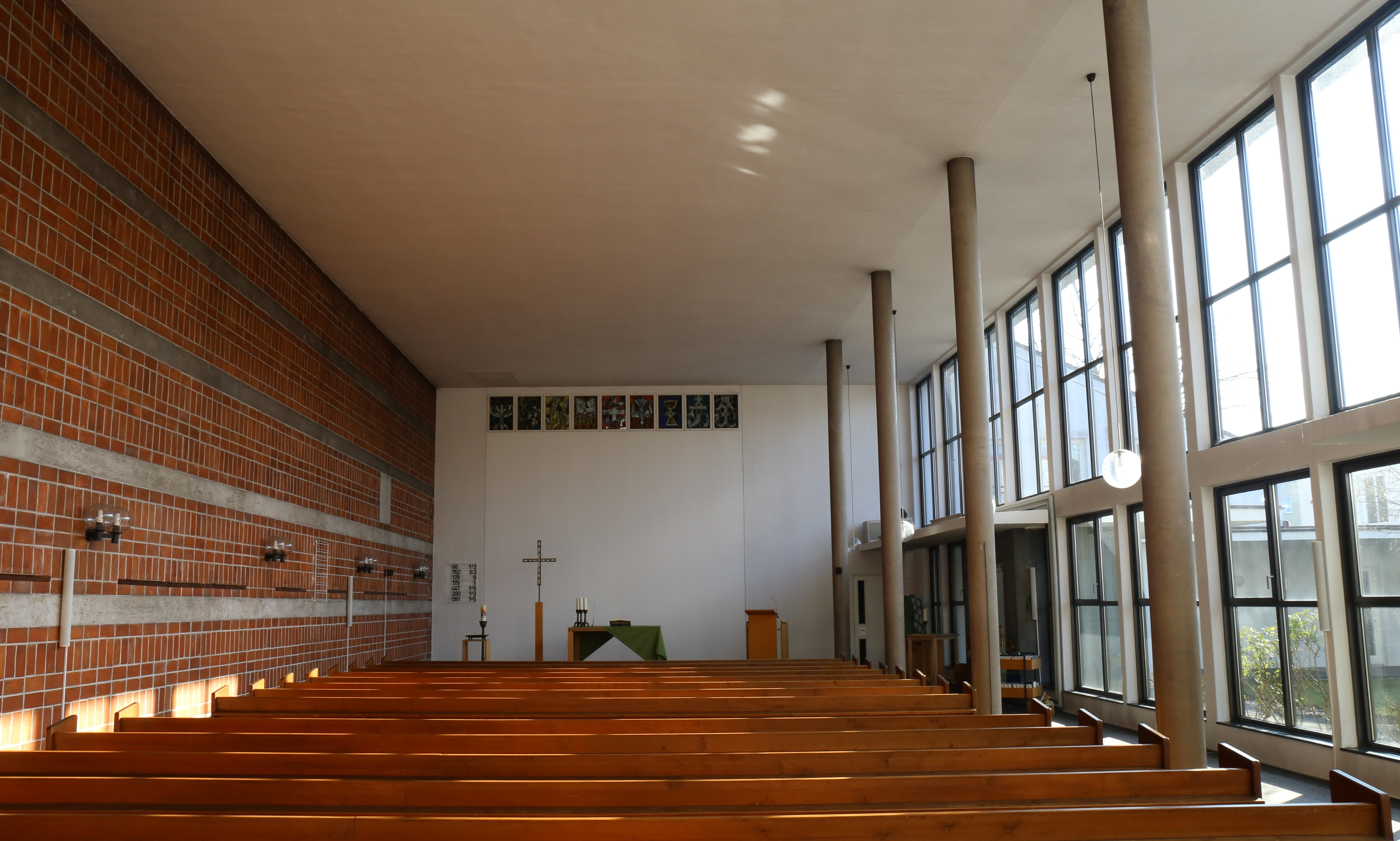
Innenraum

Die Heilig-Geist-Kirche ist ein Ort des Kulturgeschichtspfads in München.
Die Orgel wurde 1965 von der Firma Steinmeyer erbaut. Sie umfasst 18 Register auf zwei Manualen und Pedal.